# ابوهر (شهر)
ابوهر یکی از شهرهای ایالت پنجاب در غرب هند و در همسایگی با پاکستان است که بر طبق سرشماری سراسری هند در سال ۲۰۰۱، ۱۴۵٬۲۳۸ نفر در آن زندگی می‌کنند.